# Borki-Sołdy
Borki-Sołdy – wieś w Polsce położona w województwie mazowieckim, w powiecie siedleckim, w gminie Wiśniew. Ma status sołectwa.
W latach 1975–1998 miejscowość administracyjnie należała do województwa siedleckiego.
Przez wieś przebiega droga powiatowa Mościbrody – Borki-Paduchy.
Wierni Kościoła rzymskokatolickiego należą do parafii św. Stanisława i Aniołów Stróżów w Zbuczynie.